# Isohypsibius rahmi
Isohypsibius rahmi är en djurart som tillhör fylumet trögkrypare, och som beskrevs av Li och Wang 2006. Isohypsibius rahmi ingår i släktet Isohypsibius och familjen Hypsibiidae. Inga underarter finns listade i Catalogue of Life.